# 810 Atossa
810 Atossa је астероид главног астероидног појаса чија средња удаљеност од Сунца износи 2,178 астрономских јединица (АЈ).
Апсолутна магнитуда астероида је 12,7 а геометријски албедо 0,220.